# Piazza Indipendenza (Verona)
Piazza Indipendenza è uno spazio pubblico situato nel cuore del centro storico di Verona, alle spalle del palazzo del Capitanio.

## Storia e descrizione
L'origine di piazza Indipendenza affonda le sue radici nel XIV secolo, quando Cansignorio della Scala, signore della città, nel 1364 decise di ampliare e trasformare un brolo, situato immediatamente a sud del palazzo scaligero, in un giardino cinto di mura, con vasche, fontane a ampi spazi a verde. L'intervento comportò la demolizione della contrada di San Salvar e l'occupazione permanente di una vasta area della città.
Nel 1405, con la dedizione di Verona a Venezia, il palazzo divenne sede del capitano e il giardino rientrò nel suo ambito. La configurazione del giardino rimase pressoché immutata per tutto il periodo veneziano, come testimoniato dalla carta dell'Almagià del 1439 e dalla mappa del Filosi del 1737.
Nel 1801, caduta la Repubblica di Venezia, il giardino venne dato in proprietà all'Accademia di agricoltura di Verona, che lo trasformò in un orto botanico. Dal 1807 venne utilizzato anche dal neonato liceo convitto di Verona, il cui professore di botanica Ciro Pollini curò la catalogazione delle piante tra il 1812 e il 1814. Nel 1827, dopo lunghe trattative tra l'Accademia e l'Amministrazione cittadina, venne finalmente riaperta la strada che separa lo spazio verde dal palazzo del Capitanio, creando una nuova connessione tra piazza delle Erbe e ponte Nuovo, mentre nel frattempo venne realizzato lungo via Nizza un albergo su progetto di Giuseppe Barbieri, modificato nel 1836 da Francesco Ronzani. Nonostante il ridimensionamento il giardino continuò quindi a sopravvivere nel cuore della città.

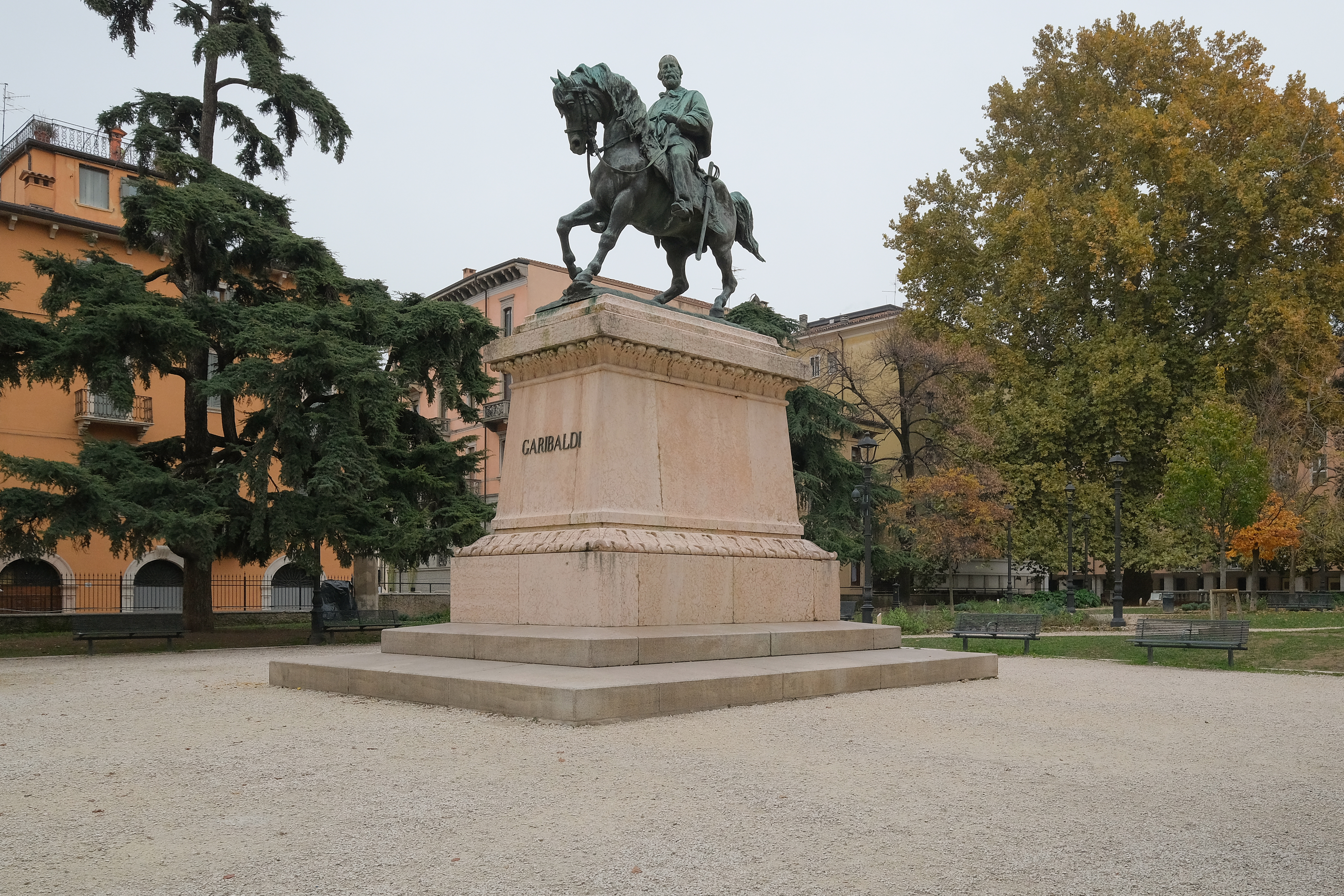
La statua dedicata a Garibaldi

A partire dalla fine del XX secolo piazza Indipendenza è stata oggetto, insieme alle limitrofe piazza Viviani e piazzetta Navona, di diverse proposte di riqualificazione. Infatti, nel 1997 gli architetti Marco Ardielli e Fabrizio Quagini vinsero un concorso che permise loro di redigere un progetto per questi tre spazi, che andavano a trattare come un'unica grande piazza. Nel 2001, ad Ardielli, venne così commissionata da una cooperativa edilizia la realizzazione di un'autorimessa interrata nell'area di piazza Viviani, cui sarebbe seguita la riqualificazione della superficie. I lavori partirono nel 2006 ma furono interrotti a causa del ritrovamento di importanti reperti archeologici: il cantiere venne pertanto chiuso nel 2009 e fu ripristinata la situazione iniziale. Rispetto all'idea iniziale che coinvolgeva questi tre spazi contigui, l'unica opera realizzata fu la riqualificazione di piazzetta Navona, ad opera dell'ufficio tecnico del Comune di Verona e dell'architetto Mario Bellavite.